# Максут
Максут (каз. Мақсұт) — село в Тарановском районе Костанайской области Казахстана. Административный центр Кайранкольского сельского округа. Код КАТО — 396451100.

## География
Село находится примерно в 81 км к юго-востоку от районного центра, села Тарановское.

## Население
В 1999 году население села составляло 957 человек (452 мужчины и 505 женщин). По данным переписи 2009 года, в селе проживало 465 человек (219 мужчин и 246 женщин).
По данным на 1 июля 2013 года население села составляло 420 человек.